# Chromówka

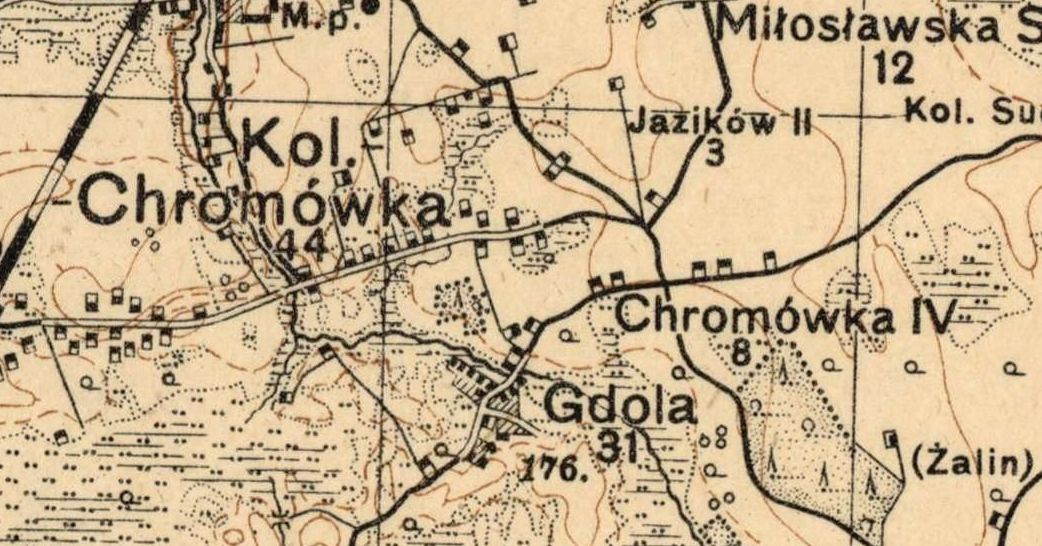
Chromówka na mapie Wojskowego Instytutu Geograficznego z 1931 r.

Chromówka – kolonia w Polsce położona w województwie lubelskim, w powiecie chełmskim, w gminie Ruda-Huta.
Do 1954 r. wieś należała do gminy Świerże. W latach 1975–1998 miejscowość administracyjnie należała do województwa chełmskiego. 
Kolonia jest sołectwem w gminie Ruda-Huta. Według Narodowego Spisu Powszechnego (III 2011 r.) liczyła 203 mieszkańców i była dziewiątą co do wielkości miejscowością gminy Ruda-Huta.
Wierni Kościoła rzymskokatolickiego należą do parafii św. Stanisława i Niepokalanego Serca Najświętszej Maryi Panny w Rudzie-Hucie.

## Historia
Wieś położona na terenie dóbr Ruda, powstała ok. 1880 r. jako kolonia niemiecka. W 1916 r. liczyła 276 mieszkańców, w tym 15 Żydów. Po 1918 r. część kolonistów niemieckich opuściła wieś.

Według spisu powszechnego z 30 września 1921 r. Chromówkę zamieszkiwało 366 osób, z których narodowość polską deklarowało 318, niemiecką 40, żydowską 8, wyznanie rzymskokatolickie 291, prawosławne 4, ewangelickie 47, mojżeszowe 24. Podczas okupacji niemieckiej wieś liczyła około 270 mieszkańców. W latach 1919-1925 w Chromówce funkcjonowała polska szkoła powszechna. W latach trzydziestych na terenie wsi zbudowano drewnianą świątynię polskokatolicką (rozebraną w czasie drugiej wojny światowej) należącą do parafii pw. św. Mateusza. W 2000 r. wieś liczyła około 200 mieszkańców.